# 伊佐交通観光
伊佐交通観光株式会社（いさこうつうかんこう）は、鹿児島県伊佐市に本社を置くバス、タクシー事業者である。

## 路線
伊佐市代替バスの、以下路線を運行している。
布計・大口線
- ふれあいセンター - 山野支所 - 布計駅跡 - とおはら橋
  - 水曜・土曜のみの運行。

平出水・大口線
- ふれあいセンター - 山野仲町 - JA平出水 - 馬関宅前
  - 火曜のみの運行。

羽月北・大口線
- ふれあいセンター - 下白木公民館 - 月野公民館 - 迫の尻
  - 月曜・金曜のみの運行。

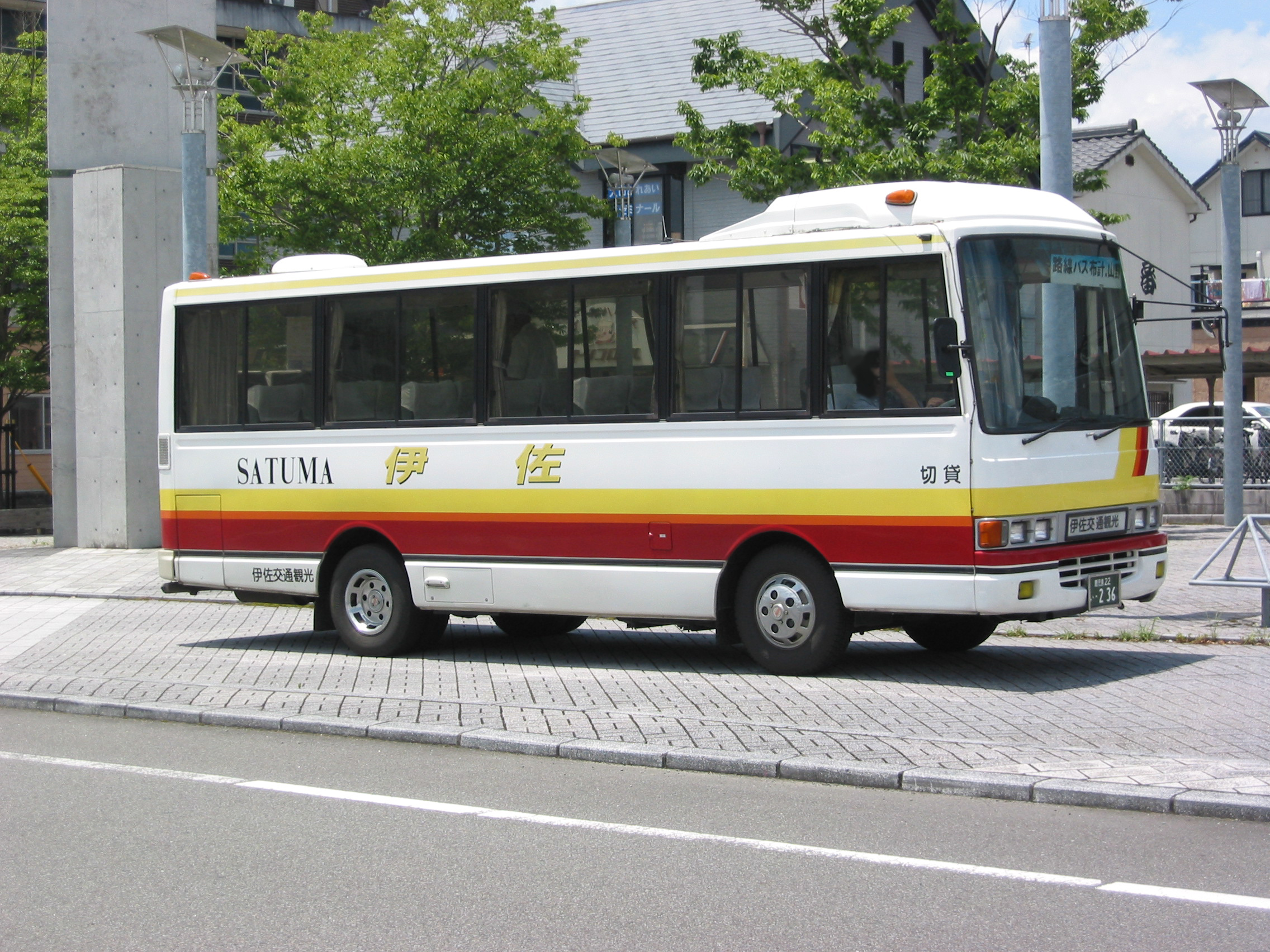
代替バスの車両 （大口市当時）
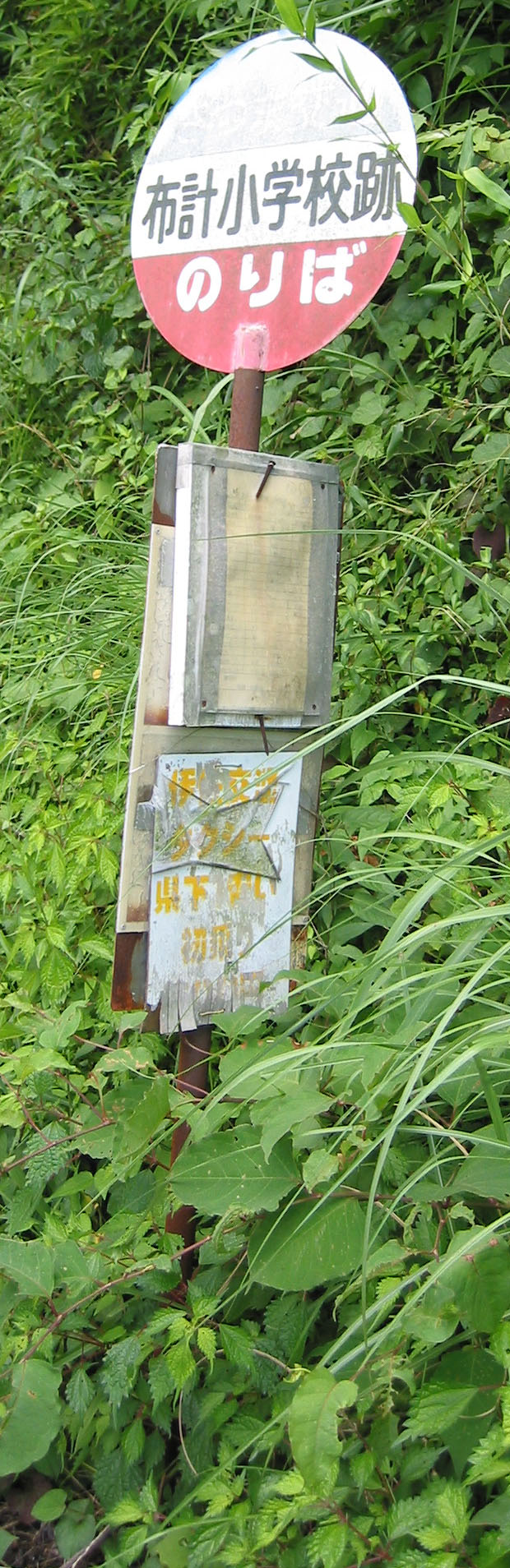
代替バスのバス停 （大口市当時）